# N.O.V.A. 2
Near Orbit Vanguard Alliance 2: The Hero Rises Again (также известная как N.O.V.A. 2: The Hero Rises Again) — мобильная игра в жанре шутера от первого лица, разработанная и изданная компанией Gameloft. Выход игры состоялся 16 декабря 2010 года. Это вторая часть серии игр N.O.V.A., выпущенная на iOS, HP TouchPad и BlackBerry Playbook.

## Сюжет
Игра начинается с того, что капитан Кэл Уорден сражается с армией Вольтеритов на большом космическом корабле. Позже Кэл Уорден открывает дверь аварийного выхода и приступает к аварийной посадке на планету, где на него нацеливаются автоматические турели и атакуют солдаты. Елена, искусственный интеллект, прикреплённый внутри его брони, управляет космическим кораблём Кэла, чтобы уничтожить врагов. После этого она связывается с ним, и после короткого разговора выясняется, что нынешняя миссия Кэла — саботировать военную фабрику на планете. По дороге на завод Елена объясняет, что появился новый Альянс, который планировал атаковать Землю и уничтожить её орбитальные станции, включая войска N.O.V.A. После того, как военная фабрика была саботирована, Альянс вычислил местоположение Елены, и они планируют удалить её. Кэл находит и устраивает засаду на солдата Альянса, который мыл машину неподалёку.
Затем эта сцена превращается во флэшбэк недельной давности, после событий первой игры; Кэл Уорден был спрятан группой колонистов в течение шести лет и наслаждался своей отставкой и мирной жизнью. Вскоре после этого, когда колонисты подверглись нападению группы человеческих солдат и инопланетных сил, они отступили в чужие руины неподалёку, а Кэл Уорден отразил атаку. После ликвидации сил, напавших на деревню колонистов, Кэл допрашивал одного из нападавших солдат, когда с ним связался Прометей. Он объяснил, что вся галактика снова находится в кризисе, и Кэл должен снова вернуться к своим обязанностям.
Возвращаясь к текущим событиям, Кэл заставляет захваченного солдата Альянса отвезти его на объект (где держали его корабль и Елену), используя пулемёт, чтобы убить любого, кто попытается остановить его. Столкнувшись с бесчисленными препятствиями, Кэл освобождает солдата Альянса, вместо того чтобы убить его, и отправляется освобождать Елену и свой корабль из объекта.
После борьбы и расчистки своего пути, Кэлу удаётся благополучно сбежать с Еленой и его кораблём. Однако их преследуют несколько истребителей Альянса, которые отправляют солдат в корабль Кэла, чтобы попытаться захватить его. Кэлу в очередной раз удаётся отбиться от Вольтеритов, но основной двигатель был сильно повреждён, и Кэл был вынужден совершить аварийную посадку рядом с инопланетными руинами, где он успешно отразил атаки Вольтеритов со стороны колонистов.
После успешного выживания в катастрофе, Кэл слышит об артефакте, хранящемся в инопланетных руинах, расположенных неподалёку, который очень сильно нужен Альянсу. Кэл, не видя никакой пользы артефакта в руках Альянса, решает проникнуть в руины и получить артефакт для себя. Он добирается туда вовремя и с помощью автоматической защиты не даёт Вольтеритам заполучить артефакт.

## Игровой процесс
Геймплей и сюжетная линия N.O.V.A. 2 схожи с N.O.V.A. Near Orbit Vanguard Alliance, но главным отличием геймлея N.O.V.A. 2 является новое оружие и несколько сегментов транспортных средств. N.O.V.A. 2 также имеет гироскопическое управление.

### Мультиплеер
Игроки могут воспользоваться мультиплеером через:
- Bluetooth-соединение;
- локальный WiFi;
- Онлайн: Gameloft Live.

В многопользовательской игре также есть 8 основных уровней и 5 режимов.

## Разработка
5 октября 2010 года компания Gameloft представила тизер-трейлер, в котором подтвердила разработку N.O.V.A. 2.

## Отзывы
| Сводный рейтинг    | Сводный рейтинг                 |
| Агрегатор          | Оценка                          |
| ------------------ | ------------------------------- |
| Metacritic         | 90/100 (HD) 88/100              |
| Иноязычные издания |                                 |
| Издание            | Оценка                          |
| IGN                | 8,5/10                          |
| Pocket Gamer       | (Android & iOS) · (Xperia Play) |

Игра N.O.V.A. 2 получила положительные отзывы игровых ресурсов. Версия для iOS получила оценку в 90 баллов из 100 возможных на Metacritic. Рецензент сайта IGN Леви Бьюкенен положительно оценил игру, отметив, что всё, что присутствовало в первой части N.O.V.A., было улучшено во второй.